# مردان سفید نمی‌توانند بپرند (فیلم ۲۰۲۳)
مردان سفید نمی‌توانند بپرند (به انگلیسی: White Men Can't Jump) یک فیلم کمدی ورزشی آمریکایی آماده اکران به کارگردانی چارلز کید دوم و نویسندگی کنیا باریس و داگ هال است. این بازسازی فیلمی به همین نام محصول ۱۹۹۲ محسوب می‌شود. سینکوا والز و جک هارلو در نقش‌های اصلی آن بازی می‌کنند.
قرار است این فیلم در ۱۹ مه ۲۰۲۳ از طریق هولو منتشر شود.

## تولید
فیلمبرداری در ۱۱ می ۲۰۲۲ در لس آنجلس با تامی مدوکس-آپشاو به عنوان فیلمبردار آغاز شد. و در ژوئیه ۲۰۲۲ به پایان رسید. این فیلم موسیقی متنی از (تایری سینک سیمونز) خواهد داشت. سرانجام در ۱۱ ژانویه ۲۰۲۳، فیلم در مرحله پس‌تولید قرار گرفت.